# Sibila
Sibila è un comune rurale del Mali facente parte del circondario di Ségou, nella regione omonima.
Il comune è composto da 15 nuclei abitati:
- Banga
- Barakabougou
- Kouabougou
- Ladji Wèrè
- Marka
- Miéou
- Nakry
- Nièrela Daga
- Sabalibougou
- Sanabougou
- Sanamabougou
- Sibila
- Sossé Bamana
- Sossé Bozo
- Thin Nakry